# Anne Marie Benschop
Anne Marie Benschop (ur. 11 sierpnia 1969) – holenderska szachistka, mistrzyni międzynarodowa od 1990 roku.

## Kariera szachowa
W 1988 r. reprezentowała Holandię na rozegranych w Adelaide mistrzostwach świata juniorek do 20 lat, zajmując 18. miejsce, natomiast w 1989 r. podzieliła 7-11. miejsce w rozegranych w Straszęcinie mistrzostwach Europy juniorek do 20 lat. Wkrótce awansowała do ścisłej czołówki holenderskich szachistek. W 1991 r. zdobyła tytuł indywidualnej mistrzyni kraju, była również srebrną (1990) i brązową (1989) medalistką mistrzostw Holandii. Pomiędzy 1990 a 1996 r. czterokrotnie reprezentowała narodowe barwy na szachowych olimpiadach, była również (w 1997 r.) uczestniczką drużynowych mistrzostw Europy.
W 1990 r. podzieliła II m. (za Giną Finegold, wspólnie z Martine Dubois i Céline Roos) w międzynarodowym turnieju w Oisterwijk, natomiast w 1991 r. (również w Oisterwijk) odniosła duży sukces, zwyciężając w turnieju strefowym (eliminacji mistrzostw świata) (jednakże w turnieju międzystrefowym w Suboticy w 1991 r. nie wystąpiła). Od 1999 r. w turniejach klasyfikowanych przez Międzynarodową Federację Szachową startuje bardzo rzadko.
Najwyższy ranking w karierze osiągnęła 1 stycznia 1995 r., z wynikiem 2210 punktów zajmowała wówczas 2. miejsce (za Eriką Szivą) wśród holenderskich szachistek.